# VPS25
VPS25 (англ. Vacuolar protein sorting 25 homolog) – білок, який кодується однойменним геном, розташованим у людей на короткому плечі 17-ї хромосоми. Довжина поліпептидного ланцюга білка становить 176 амінокислот, а молекулярна маса — 20 748.
| 10         |  | 20         |  | 30         |  | 40         |  | 50         |
| ---------- |  | ---------- |  | ---------- |  | ---------- |  | ---------- |
| MAMSFEWPWQ |  | YRFPPFFTLQ |  | PNVDTRQKQL |  | AAWCSLVLSF |  | CRLHKQSSMT |
| VMEAQESPLF |  | NNVKLQRKLP |  | VESIQIVLEE |  | LRKKGNLEWL |  | DKSKSSFLIM |
| WRRPEEWGKL |  | IYQWVSRSGQ |  | NNSVFTLYEL |  | TNGEDTEDEE |  | FHGLDEATLL |
| RALQALQQEH |  | KAEIITVSDG |  | RGVKFF     |  |            |  |            |

A: Аланін

C: Цистеїн

D: Аспарагінова кислота

E: Глутамінова кислота

F: Фенілаланін

G: Гліцин

H: Гістидин

I: Ізолейцин

K: Лізин

L: Лейцин

M: Метіонін

N: Аспарагін

P: Пролін

Q: Глутамін

R: Аргінін

S: Серин

T: Треонін

V: Валін

W: Триптофан

Задіяний у таких біологічних процесах, як транскрипція, регуляція транскрипції, транспорт, транспорт білків. 
Локалізований у цитоплазмі, ядрі, мембрані, ендосомах.